# Дачное (Татарстан)
 Дачное (тат. Дачный) — посёлок в Высокогорском районе Татарстана. Административный центр Дачного сельского поселения.

## География
Находится в северо-западной части Татарстана на расстоянии менее 3 км на северо-запад по прямой от районного центра посёлка Высокая Гора у речки Казанка.
На противоположном берегу Казанки были расположены пионерлагеря «40 лет Октября» (Татарского транспортного управления), им. Чкалова (аэропорта), «Черёмушки» (завода РТИ).

## История
Основан в 1960-х годах. Здесь организовано было Учебное хозяйство Казанской академии ветеринарной медицины. 

## Население
Постоянных жителей было в 1989 году – 639 (русских - 61%, татар - 34%), 657 в 2002 году (русские 60%, татары 36%), 781 в 2010.